# Woschod-2-Nunatak
Der Woschod-2-Nunatak (russisch Нунатак Восход-2 Nunatak Woschod-2) ist ein Nunatak in der Britannia Range des Transantarktischen Gebirges. Er ragt unmittelbar nordöstlich des Kirchner Peak in den Nebraska Peaks auf.
Russische Wissenschaftler benannten ihn. Namensgeber ist die sowjetische Raummission Woschod 2.